# 百本醫護
百本醫護控股有限公司，簡稱百本醫護控股和百本醫護控股（英語：Bamboos Health Care Holdings Limited，港交所：2293），於2009年，由奚曉珠女士於香港（總部）成立「百本專業護理服務有限公司」。
關志康先生(2019年1月辭任執行董事，薪酬委員會及合規委員會成員)。
業務在香港經營醫療及護理人手方案。
當時代碼為8216.HK，股份在2014年7月8日於港交所創業板上市。配售股份價格為0.4至0.5港元之間，配售股份為1億股，集資額為3980萬港元。
2017年2月28日轉往主板上市。

## 連結
- bamboos.com.hk （页面存档备份，存于）